# Julián Calvo Blanco
Julián Calvo Blanco (Murcia, 1 de febrero de 1909-Madrid, 28 de febrero de 1986) fue un profesor, lingüista, escritor y masón español.

## Biografía
Jurista de reconocido prestigio, doctor en Derecho por la Universidad de Madrid y por la Universidad Nacional Autónoma de México. 
Profesor de Derecho Penal en la Facultad de Derecho de la Universidad de Murcia, al ser miembro de Izquierda Republicana, acabada la guerra civil española, como tantos otros intelectuales hubo de exiliarse. Tras una primera estancia en Bélgica, fue México su país de acogida, donde llegó en marzo de 1940. En dicho país formó parte de la Unión de Profesores Universitarios Españoles. Esta asociación agrupaba 215 profesores universitarios de los cuales 73 eran catedráticos.
Julián Calvo fue asimismo miembro de la Academia Mexicana de Ciencias Penales y de la Academy of American Franciscan History. Funcionario de la ONU, participó en la Comisión Económica para América Latina de dicho organismo internacional.
Junto a Max Aub y Francisco Giner de los Ríos promovió la aventura editorial Patria y Ausencia con la intención de editar las obras de los autores españoles en el exilio.Fue secretario de la revista Litoral, en su etapa mexicana, y colaboró en las revistas Ultramar y Las Españas.

## Vida masónica
Julián Calvo Blanco fue el primer Soberano Gran Comendador del Supremo Consejo del Grado 33 y último del Rito Escocés Antiguo y Aceptado (R.E.A.A) para España, tras el regreso de este cuerpo masónico desde su exilio en México al ser restaurada la democracia en España.